# Vicente Guaita
Vicente Guaita Panadero (Torrente, Valencia, 10 de enero de 1987) es un futbolista español que juega en la posición de portero.
Su debut en Primera División llegó el 18 de enero de 2009 con el Valencia C. F. ante el Athletic Club en el Estadio de San Mamés, con resultado de 3-2. Pero no fue hasta el 24 de noviembre de 2010 que debutó como portero titular del equipo, en el Estadio de Mestalla, contra el Bursaspor en la Liga de Campeones de la UEFA con un resultado de 6-1.

## Trayectoria

### Valencia Mestalla
Formado en la escuela del Valencia Mestalla, debutó en Primera división con el primer equipo, al sustituir a su compañero y portero titular Renan Brito, que se había lesionado, ante el Athletic Club en el Estadio de San Mamés, debut agrio ya que el Valencia perdió 3-2 frente al equipo rojiblanco.

### Recreativo de Huelva
El 10 de julio de 2009 se hizo oficial que el jugador se iba al Recreativo de Huelva de Segunda División, en calidad de cedido hasta el 30 de junio de 2010.
Al final de la campaña en el club andaluz, logró el Trofeo Zamora al mejor guardameta de Segunda División al recibir únicamente 25 goles en 31 partidos disputados.

### Valencia C. F.
Volvió al Valencia C. F., tras finalizar el plazo de su cesión en el Recreativo de Huelva, para disputar la temporada 2010-11 como «Ché» convirtiéndose en el tercer portero del equipo.
Su debut como portero titular se produce en el Estadio de Mestalla, en competición de Liga de Campeones de la UEFA, el 24 de noviembre de 2010 contra el Bursaspor. El partido finalizó con un resultado de 6 goles a 1 a favor del equipo valencianista.
El 4 de diciembre de 2010 volvió a jugar en La Liga, contra el Real Madrid, en un partido que acabó 2-0 a favor de los merengues. Días después, el 7 de diciembre, fue titular en Old Trafford frente al Manchester United en el último partido correspondiente a la fase de grupos de la Liga de Campeones de la UEFA, quedando en 1-1 el marcador, pero teniendo una destacada actuación. Desde el partido en el Santiago Bernabéu jugó todos los partidos dejando grandes paradas, aunque durante el partido más importante de la temporada, Schalke 04 vs Valencia C. F., no estuvo acertado en el segundo gol del equipo germano.[cita requerida] Aun así firmó una gran temporada, obteniendo la titularidad por delante de los otros guardametas del equipo valencianista.
Fue considerado como el portero revelación de la temporada en la liga española por sus grandes actuaciones.[cita requerida]
El 19 de mayo de 2011, en la Casa de la Cultura de su pueblo, Torrente, se hacía oficial su renovación por tres temporadas más, hasta junio de 2015. Ese mismo día, se anunciaba el fichaje en el Valencia de su rival para disputar la titularidad de la portería del Valencia, Diego Alves. Con el fichaje y renovación de ambos, el Valencia se aseguraba el futuro de su portería con dos de los mejores porteros de la Liga.
Durante las siguientes temporadas, alternó la titularidad con Diego Alves, y ninguno se consolidó como el portero fijo del equipo.

### Getafe C. F.
En julio de 2014 fichó por el Getafe C. F. Su debut se produjo en el primer partido ante el R. C. Celta de Vigo en una derrota 3-1 a domicilio. En su primera temporada en el conjunto azulón, consiguió la permanencia a falta de una jornada para la conclusión del campeonato, siendo además el portero titular en el equipo, prácticamente toda la campaña, jugando un total de 29 partidos y encajando 44 goles. En su segunda temporada jugó todos los partidos de Liga, encajando 67 goles, y no pudiendo evitar el primer descenso de categoría del equipo azulón. 
Durante la temporada 2016-17 el Getafe regresó a Primera; pero Guaita no tuvo tanto protagonismo, debido a las lesiones, aunque durante el tramo final de la temporada fue clave para el ascenso del conjunto azulón.

### Crystal Palace F. C.
El 2 de febrero de 2018 el mánager del Crystal Palace, Roy Hodgson, confirmó que Guaita había accedido a unirse al club el 1 de julio en una transferencia gratis tras la terminación de su contrato con el Getafe.

### Real Club Celta de Vigo
El 1 de septiembre de 2023 regresó a España después de fichar por el R. C. Celta de Vigo. Debutó el 21 de octubre, tras la expulsión de su compañero Iván Villar, ante el Atlético de Madrid en un partido que acabaron perdiendo 0 a 3. Disputó un total de 61 encuentros en el campeonato de Liga durante las dos temporadas que estuvo en el club.

## Clubes
Actualizado al 1 de abril de 2023.
| Club                                                                | Div.          | Temporada     | Liga     | Liga  | Liga     | Copas nacionales | Copas nacionales | Copas nacionales | Copas internacionales | Copas internacionales | Copas internacionales | Total    | Total | Total    |
| Club                                                                | Div.          | Temporada     | Partidos | G. R. | Promedio | Partidos         | G. R.            | Promedio         | Partidos              | G. R.                 | Promedio              | Partidos | G. R. | Promedio |
| ------------------------------------------------------------------- | ------------- | ------------- | -------- | ----- | -------- | ---------------- | ---------------- | ---------------- | --------------------- | --------------------- | --------------------- | -------- | ----- | -------- |
| Valencia C. F. Mestalla · España                                    | 2.ªB          | 2005-2009     | 18       | 19    | 1,06     | 0                | 0                | 0,00             | 0                     | 0                     | 0,00                  | 18       | 19    | 1,06     |
| Valencia C. F. Mestalla · España                                    | Total club    | Total club    | 18       | 19    | 1,06     | 0                | 0                | 0                | 0                     | 0                     | 0                     | 18       | 19    | 1,06     |
| Valencia C. F. · España                                             | 1.ª           | 2008-09       | 2        | 5     | 2,50     | 3                | 3                | 1,00             | 3                     | 4                     | 1,33                  | 8        | 12    | 1,50     |
| Valencia C. F. · España                                             | Total club    | Total club    | 2        | 5     | 2,50     | 3                | 3                | 1,00             | 3                     | 4                     | 1,33                  | 8        | 12    | 1,50     |
| Recreativo de Huelva · España                                       | 2.ª           | 2009-10       | 30       | 24    | 0,80     | 1                | 1                | 1,00             | 0                     | 0                     | 0,00                  | 31       | 25    | 0,81     |
| Recreativo de Huelva · España                                       | Total club    | Total club    | 30       | 24    | 0,80     | 1                | 1                | 1,00             | 0                     | 0                     | 0                     | 31       | 25    | 0,81     |
| Valencia C. F. · España                                             | 1.ª           | 2010-11       | 21       | 26    | 1,24     | 3                | 5                | 1,67             | 4                     | 6                     | 1,50                  | 28       | 37    | 1,32     |
| Valencia C. F. · España                                             | 1.ª           | 2011-12       | 26       | 25    | 0,96     | 2                | 0                | 0,00             | 2                     | 0                     | 0,00                  | 30       | 25    | 0,83     |
| Valencia C. F. · España                                             | 1.ª           | 2012-13       | 14       | 15    | 1,07     | 3                | 3                | 1,00             | 6                     | 6                     | 1,00                  | 23       | 24    | 1,04     |
| Valencia C. F. · España                                             | 1.ª           | 2013-14       | 13       | 21    | 1,62     | 3                | 3                | 1,00             | 7                     | 11                    | 1,57                  | 23       | 35    | 1,52     |
| Valencia C. F. · España                                             | Total club    | Total club    | 74       | 124   | 1,17     | 11               | 11               | 1,00             | 19                    | 23                    | 1,21                  | 104      | 121   | 1,16     |
| Getafe C. F. · España                                               | 1.ª           | 2014-15       | 29       | 44    | 1,52     | 0                | 0                | 0,00             | 0                     | 0                     | 0,00                  | 29       | 44    | 1,51     |
| Getafe C. F. · España                                               | 1.ª           | 2015-16       | 38       | 67    | 1,76     | 0                | 0                | 0,00             | 0                     | 0                     | 0,00                  | 38       | 67    | 1,76     |
| Getafe C. F. · España                                               | 2.ª           | 2016-17       | 12       | 13    | 1,08     | 0                | 0                | 0,00             | 0                     | 0                     | 0,00                  | 12       | 13    | 1,08     |
| Getafe C. F. · España                                               | 1.ª           | 2017-18       | 9        | 10    | 1,11     | 0                | 0                | 0,00             | 0                     | 0                     | 0,00                  | 9        | 10    | 1,11     |
| Getafe C. F. · España                                               | Total club    | Total club    | 88       | 134   | 1,52     | 0                | 0                | 0,00             | 0                     | 0                     | 0,00                  | 88       | 134   | 1,52     |
| Crystal Palace F. C. Inglaterra                                     | 1.ª           | 2018-19       | 20       | 23    | 1,15     | 4                | 3                | 0,75             | 0                     | 0                     | 0,00                  | 24       | 26    | 1,08     |
| Crystal Palace F. C. Inglaterra                                     | 1.ª           | 2019-20       | 35       | 45    | 1,29     | 0                | 0                | 0,00             | 0                     | 0                     | 0,00                  | 35       | 45    | 1,29     |
| Crystal Palace F. C. Inglaterra                                     | 1.ª           | 2020-21       | 37       | 64    | 1,73     | 0                | 0                | 0,00             | 0                     | 0                     | 0,00                  | 37       | 64    | 1,73     |
| Crystal Palace F. C. Inglaterra                                     | 1.ª           | 2021-22       | 30       | 33    | 1,10     | 0                | 0                | 0,00             | 0                     | 0                     | 0,00                  | 30       | 33    | 1,10     |
| Crystal Palace F. C. Inglaterra                                     | 1.ª           | 2022-23       | 27       | 34    | 1,26     | 1                | 2                | 2,00             | 0                     | 0                     | 0,00                  | 28       | 36    | 1,29     |
| Crystal Palace F. C. Inglaterra                                     | Total club    | Total club    | 92       | 132   | 1,34     | 5                | 5                | 1,00             | 0                     | 0                     | 0,00                  | 154      | 204   | 1,32     |
| Total carrera                                                       | Total carrera | Total carrera | 361      | 368   | 1,30     | 20               | 20               | 1,00             | 22                    | 27                    | 1,23                  | 403      | 515   | 1,28     |
| 1. 2. Última actualización: 12 de agosto de 2023 a las 15:55 (UTC). |               |               |          |       |          |                  |                  |                  |                       |                       |                       |          |       |          |

## Palmarés

### Distinciones individuales
| Distinción                       | Año  |
| -------------------------------- | ---- |
| Trofeo Zamora (Segunda División) | 2010 |